# Scream (film, 2022)
Pour les articles homonymes, voir Scream.
Série Scream
Scream 4
(2011) Scream VI
(2023)
Pour plus de détails, voir Fiche technique et Distribution.
Scream, ou Frissons au Québec, communément appelé Scream 5, est un film d'horreur américain réalisé par Tyler Gillett et Matt Bettinelli-Olpin, écrit par James Vanderbilt et Guy Busick, sorti en 2022,. Il fait partie de la saga Scream dont il est le cinquième volet et le premier à ne pas être réalisé par Wes Craven, décédé en 2015.
Comme ses prédécesseurs, le film combine le slasher, la comédie noire, le whodunit et la mise en abyme et constitue cette fois-ci une satire de la mode des « legacy sequels ». Le film émet également des commentaires sur la tendance du « elevated horror », ainsi que la toxicité des fandoms nostalgiques.
Onze ans après la sortie du quatrième opus, le film signe le retour du créateur et scénariste original de la saga, Kevin Williamson, officiant ici en tant que producteur délégué. Annoncé comme une relance de la saga tout en s'inscrivant dans la continuité des quatre films précédents, ce nouvel opus marque le 25e anniversaire du film original sorti en 1996, ainsi que de la franchise, et est pensé comme un hommage au défunt réalisateur Wes Craven.
Ce cinquième volet met en scène un nouveau casting d'acteurs composé de Melissa Barrera, Jenna Ortega, Jack Quaid, Mason Gooding, Mikey Madison, Dylan Minnette, Jasmin Savoy Brown, Sonia Ammar et Kyle Galnner. Ils sont accompagnés par le trio d'acteurs original de la saga, composé de Neve Campbell, Courteney Cox et David Arquette, reprenant leurs rôles respectifs de Sidney Prescott, Gale Weathers et Dewey Riley, ainsi que par Marley Shelton, Skeet Ulrich et Heather Matarazzo qui reprennent également leurs rôles des films précédents. Comme dans les quatre premiers films ainsi que la série Scream: Resurrection, Ghostface est à nouveau doublé par Roger L. Jackson.
L'intrigue du film tourne autour de Samantha Carpenter (interprétée par Melissa Barrera) qui retourne dans sa ville natale de Woodsboro, lieu des meurtres originaux, accompagné de son petit-ami Richie Kirsch (interprété par Jack Quaid) à la suite de l'attaque violente commise sur sa sœur Tara (interprétée par Jenna Ortega) par une personne cachée sous le costume de Ghostface. Ce nouveau tueur prend alors pour cible la bande d'amis de Tara alors que certains d'entre eux semblent avoir un lien direct avec les victimes ou les tueurs originaux, dont Samantha elle-même. Dans leur course contre la montre pour éviter de nouveaux meurtres, ils sont aidés par Dewey Riley, Gale Weathers et Sidney Prescott, les survivants des quatre massacres précédents.
Envisagé à l'origine comme le second volet d'une nouvelle trilogie lancée en 2011 avec Scream 4, puis un temps comme l'ultime opus de la saga, le projet d'un cinquième film de la franchise est resté des années incertain après l'échec du quatrième film et le décès de Wes Craven en 2015 jusqu'à ce que Spyglass Media Group, nouvellement détenteur des droits de la franchise, ressuscite la saga au cinéma.
À sa sortie, et ce pendant la pandémie de Covid-19, Scream obtient plus de 81 641 405 $ sur le territoire américain pour un budget de 25 000 000 $. Il devient par conséquent l'un des plus gros succès de tous les temps pour un slasher et le quatrième plus gros succès de la franchise derrière les trois premiers films. Il obtient de bons retours de la part de la critique professionnelle et du public outre-Atlantique tandis que les retours sont néanmoins plus mitigés en France. Le film réalise par la même occasion de très bons scores au box-office mondial avec 140 millions de dollars récoltés, ce qui engendre la production d'une suite moins de trois semaines après sa sortie.

## Synopsis
Vingt-cinq ans se sont écoulés depuis la tuerie perpétrée par Billy Loomis et Stu Macher à Woodsboro. Une jeune adolescente de la ville, Tara Carpenter (Jenna Ortega), est un soir appelée par une personne se présentant comme un compagnon du groupe de soutien de sa mère Christina. Rapidement, la conversation change totalement et l'homme devient menaçant après avoir abordé le sujet des films d'horreur, jusqu'à ce que Tara raccroche. Elle reprend sa conversation textuelle avec son amie Amber mais se rend rapidement compte qu'elle n'est pas la personne avec qui elle communique quand il lui est ordonné de décrocher à nouveau le téléphone. Une fois à nouveau en ligne, son harceleur lui apprend qu'il a piraté le téléphone d'Amber et qu'elle va devoir jouer à son jeu si elle veut que son amie survive. Le jeu, une série de trois questions concernant la série cinématographique Stab, est perdu lorsque Tara oublie de mentionner Stu Macher parmi les tueurs de Woodsboro. En panique après que l'homme lui ait annoncé que la partie est terminée pour Amber, Tara se rue sur la porte d'entrée pour aller la sauver chez elle mais se retrouve nez à nez avec un individu déguisé en Ghostface, qui l'attaque. Parvenant à appeler la police après s'être rendu compte que le système de sécurité de la maison a été piraté, Tara est néanmoins retrouvée par son agresseur qui lui écrase brutalement la cheville d'un violent coup de pied et la poignarde sauvagement à plusieurs reprises tandis que les sirènes de police approchent.
Le lendemain, sa sœur Samantha (Melissa Barrera) est contactée par Wes Hicks (Dylan Minnette), ami de Tara et fils de la désormais shérif Judy Hicks (Marley Shelton), qui l'informe de l’agression. Tara est néanmoins vivante, malgré ses blessures. Samantha quitte alors Modesto pour se rendre à Woodsboro, qu'elle avait quitté depuis des années. Elle est accompagnée par son petit ami Richie Kirsch (Jack Quaid), à qui elle raconte l'histoire de la ville et l'image malveillante de Billy Loomis qui plane au-dessus depuis des années. Arrivés à l'hôpital, ils font connaissance avec les amis de Tara, réunis dans sa chambre : en plus de Wes se trouvent les neveux jumeaux de Randy Meeks, Chad (Mason Gooding) et Mindy Meeks-Martin (Jasmin Savoy Brown), ainsi que Amber Freeman (Mikey Madison) et Liv McKenzie (Sonia Ben Ammar), la petite amie de Chad. Lors de ces retrouvailles, Samantha croise également la shérif Hicks, qui se souvient d'elle pour ses nombreuses frasques durant son adolescence. À la suite de l'agression de Tara, elle est mise sous protection policière. Le soir, alors que le groupe d'amis est au bar, des tensions apparaissent entre eux et Vince Schneider (Kyle Gallner), l'ancien petit-ami de Liv. Peu de temps après, Vince est tué non loin du bar par Ghostface.
Peu après, Samantha est à son tour agressée par Ghostface dans une des salles d'attente de l’hôpital, non sans que ce dernier l'ait raillée au téléphone sur le secret qu'elle cache à sa sœur. Ne pouvant plus dissimuler la vérité après toutes ces années et face aux évènements, elle avoue peu de temps après la vérité à Tara : elle a découvert quand elle était adolescente les anciens journaux intimes de leur mère, dans lesquelles elle a confié que Samantha n'est pas la fille de son petit ami de l'époque, qui l'a épousé lorsqu'elle lui a annoncé être enceinte de lui. Samantha avait confronté leur mère à ce sujet, sans se rendre compte que l'homme qui l'avait élevée se trouvait derrière elle. Furieux de ce mensonge, il a abandonné sa famille et a quitté Woodsboro. Samantha dévoile également que les journaux lui ont révélé également l'identité de son père biologique, qui n'est autre que Billy Loomis, sans préciser qu'elle est hantée par des visions de lui qui l'encouragent à laisser parler la part de folie qu'il lui a léguée par le sang. En colère, Tara lui ordonne, après ses révélations, de s'en aller.
Le jour suivant, après la découverte du corps de Vince, Samantha et Richie décident d'aller demander conseil à l'un des survivants des précédentes tueries : Dewey Riley (David Arquette), qui vit reclus dans une caravane après son divorce d'avec Gale Weathers (Courteney Cox), deux ans plus tôt. Malgré quelques conseils à Samantha comme le fait que Richie, en tant que petit-ami, ou l'un des amis de Tara pourrait être le tueur, il refuse de les aider davantage, estimant avoir suffisamment de blessures. Néanmoins, une fois ses visiteurs partis, il prévient par téléphone Sidney Prescott (Neve Campbell), désormais mère de famille, ainsi que Gale par message, en leur demandant de ne pas se rendre à Woodsboro. Il rejoint ensuite Samantha et Richie chez les Meeks-Martin où il revoit leur mère Martha (Heather Matarazzo). L'ensemble du groupe d'amis de Tara étant réuni, Samantha leur apprend sa filiation avec Billy Loomis. Mindy émet alors l'hypothèse que le tueur cherche à faire une sorte de « requel », un mix entre une suite et un remake, en sortant une histoire du passé. Le fait qu'il soit révélé que Vince était le neveu de Stu Macher laisse entendre un lien avec la première tuerie de Woodsboro. Cela induit que toutes les personnes de la pièce sont suspectes, Samantha incluse, qui quitte la maison quand cette éventualité est suggérée.
Peu après, le tueur fait deux autres victimes : Wes et sa mère Judy. Le meurtre de la shérif de Woodsboro attire rapidement l'attention des médias et Samantha, alors qu'elle observe la maison où les deux meurtres ont eu lieu, rencontre Gale qui vient d'arriver sur place avec son équipe pour couvrir l'évènement, à la demande de son producteur. C'est également l'occasion pour Gale de retrouvailles avec Dewey. Ce dernier s'excuse d'être parti au beau milieu de la nuit mais que la vie new-yorkaise ne lui convenait pas. C'est alors que Samantha remarque que le policier chargé de la protection de Tara se trouve sur la scène de crime et comprend qu'elle n'a désormais plus personne pour la protéger d'une attaque du tueur. Accompagnée de Dewey, elle fonce à l'hôpital.
Sur place, le tueur s'est en effet débarrassé du vigile et s'en prend à Tara, ainsi qu'à Richie qui est revenu à la recherche de Samantha. Alors qu'elle se voit proposer de choisir entre sa sœur et son petit-ami, elle parvient à gagner suffisamment de temps pour les rejoindre avec Dewey, qui abat le meurtrier masqué de plusieurs balles. Alors que tous s'apprêtent à quitter les lieux, Dewey retourne en arrière pour achever Ghostface mais ce dernier, qui avait un gilet pare-balles, se relève subitement et l'éventre sauvagement. Effondrée par la mort de Dewey, Gale voit arriver Sidney, qui vient également d'arriver sur place malgré les instructions de Dewey. De leur côté, Samantha et Tara se réconcilient et décident de quitter la ville. Au moment de partir, elles croisent Gale et Sidney qui tentent de convaincre Samantha de les aider à coincer le tueur mais cette dernière refuse. Bien qu'acceptant sa décision après avoir tenté de lui faire comprendre que la fuite ne lui permettra pas d'échapper au tueur, Sidney glisse un mouchard sous la voiture de Richie.
Mais alors qu'ils quittent la ville, Tara se rend compte qu'elle n'a plus son inhalateur alors qu'elle commence à faire une crise d'asthme. Ils décident alors de se rendre chez Amber, qui possède un inhalateur de secours. Sur place, une fête en l'honneur de Wes se déroule durant laquelle Liv part furieuse après que Chad ait refusé d'avoir un rapport sexuel avec elle alors qu'elle se disait enfin prête, ce dernier estimant toujours que tout le monde est suspect. Il reçoit toutefois quelques minutes plus tard un message de sa part lui demandant de la rejoindre dehors. Jouant le jeu initialement mais trouvant au bout d'un moment la démarche suspecte, Chad se décide à retourner à la fête avant d'être attaqué par Ghostface. Mais le tueur masqué doit renoncer à sa tentative de meurtre alors que Chad est inconscient à la suite de ses blessures lorsque Samantha, Richie et Tara arrivent en voiture non loin de lui.
Suspectant que le tueur puisse être là, Richie fait en sorte d'annuler la soirée et de faire rentrer la majeure partie des invités chez eux, ne faisant ainsi rester que les amis de Tara, tandis que Amber accompagne Tara chercher son inhalateur. Samantha reçoit un appel de Sidney, qui a repéré que la voiture s'était arrêtée. Samantha, furieuse de cet espionnage, promet qu'ils vont partir de la maison rapidement mais apprend de Sidney qu'elle n'est pas dans n'importe quelle maison mais dans celle qui appartenait à la famille de Stu Macher, là où Billy Loomis et lui sont morts il y a vingt-cinq ans. Au même moment, Ghostface attaque Mindy, alors en train de regarder le premier Stab. Entendant ses cris, Samantha arrive dans le salon mais ne peut que constater les blessures avant que Mindy ne s'évanouisse. C'est alors que Amber et Tara surgissent et face à la scène, Amber accuse Samantha du meurtre. C'est ensuite au tour de Richie et Liv d'apparaître, chacun clamant son innocence. Soudain, Amber sort une arme à feu et exécute Liv d'une balle dans la tête juste après avoir affirmé qu'elle était le tueur.
Dans le chaos qui suit la révélation, tout le groupe de survivants se séparent tandis que Sidney et Gale arrivent sur place. Voyant Amber sortir de la maison qui feint d'être blessée, elles devinent rapidement la supercherie mais Amber a le temps de tirer sur Gale avant de fuir à l'intérieur. Richie, caché avec Samantha au sous-sol, affirme qu'il pense que Tara est de mèche avec Amber. Refusant de le croire, elle retourne à la recherche de sa sœur et finit par la trouver dans le placard d'une des chambres, ligotée et bâillonnée, mais hésite alors à la libérer, se remémorant les paroles de Richie. De son côté, Sidney traque le tueur et tire dans ce but dans toutes les portes pour neutraliser toute embuscade. Elle reçoit ensuite un appel qu'elle déduit venir de Amber mais son interlocuteur affirme être le deuxième tueur. Entendant du bruit dans la salle de bains, elle tire une fois de plus à travers la porte et l'ouvre pour découvrir Richie qu'elle vient de blesser à la jambe avant d'être attaquée par Ghostface, sorti du placard. Durant leur lutte, les deux passent par-dessus la rambarde et atterrissent violemment au sol. Alors que Richie, une balle dans la jambe, tente péniblement de descendre les escaliers pour récupérer l'arme de Sidney avant un Ghostface rampant sur le sol, c'est Samantha qui récupère l'arme. Mais alors qu'elle s'apprête à achever le tueur masqué, Richie la poignarde subitement, se révélant être le second tueur.
Amber et Richie emmènent Samantha, Sidney et Gale dans la cuisine, révélant qu'ils sont des fans passionnés de la franchise Stab, déçus de sa trajectoire et souhaitant faire revivre la franchise avec une nouvelle tuerie pour agir comme "matériel source" et défendre les fans toxiques, étiquette qu'ils estiment avoir reçue injustement. Amber va récupérer Tara mais celle-ci riposte, après avoir été auparavant libérée par Samantha. Cela distrait Richie assez longtemps pour que Sidney et Sam le maîtrisent brièvement. Sidney et Gale combattent Amber pendant que Samantha affronte Richie. Gale tire sur Amber, qui atterrit sur la cuisinière et est brûlée vive à cause du gel hydroalcoolique renversé auparavant sur elle avant d'être achevée par Tara. Richie, alors qu'il s'apprête à achever Samantha, voit les rôles s'inverser quand elle a une vision de son père, Billy Loomis, qui lui indique d'un geste du regard que le couteau n'est qu'à quelques mètres d'elle. Elle parvient à récupérer le couteau d'Amber avant de le poignarder de rage plusieurs fois, et avant de vider l'intégralité du chargeur d'un pistolet sur lui, en lui disant qu'il n'aurait jamais dû s'en prendre à la fille d'un tueur en série. Les tueurs vaincus, Tara et les jumeaux Meeks sont emmenés à l'hôpital alors que Samantha remercie Sidney et Gale pour leur aide. Gale, refusant de rendre compte des nouveaux meurtres pour ne pas donner de notoriété aux tueurs, et jugeant qu'ils méritent de mourir dans l'anonymat, prévoit plutôt d'écrire un livre faisant l'éloge de Dewey. Plusieurs équipes de médias descendent sur la maison et commencent à rendre compte des meurtres.
À la fin du film, figure un court hommage à Wes Craven avec l'apparition des mots « Pour Wes » alors que le générique du film commence à défiler.

## Fiche technique
Sauf indication contraire, les informations mentionnées dans cette section peuvent être confirmées par les bases de données cinématographiques IMDb et Allociné,  présentes dans la section « Liens externes ».
- Titre original et français : Scream
- Titre québécois : Frissons[1]
- Réalisation : Matt Bettinelli-Olpin et Tyler Gillett
- Scénario : James Vanderbilt et Guy Busick, d'après les personnages créés par Kevin Williamson[4]
- Musique : Brian Tyler
  - Orchestration : Robert Elhai, Johnny X. Martinez, Dana Niu
  - Montage musical : Nicholas Fitzgerald, Joe Lisanti, Matthew Llewellyn
- Direction artistique : Sanaa Al-Haib et Jonathan Guggenheim
- Décors : Chad Keith
- Costumes : Emily Gunshor
- Maquillage : Rick Pour
- Coiffure : Cristy Koebley
- Photographie : Brett Jutkiewicz
- Son : Warren Hendriks, Greg P. Russell, Formosa Group
- Montage : Michel Aller
- Production : Paul Neinstein, William Sherak et James Vanderbilt
  - Production déléguée : Gary Barber, Cathy Konrad, Ron Lynch, Marianne Maddalena, Peter Oillataguerre, Chad Villella et Kevin Williamson
- Sociétés de production : Spyglass Entertainment, Project X Entertainment et Radio Silence Productions
- Sociétés de distribution : Paramount Pictures (États-Unis) ; Paramount Pictures International (France) ; Warner Bros. Pictures (Suisse romande)
- Budget : 24 millions de $[5]
- Pays de production :  États-Unis
- Langue originale : anglais
- Format : couleur (Technicolor) / couleur 4K - 35 mm - 2,39:1 (Panavision) - son Dolby Atmos
- Genre : épouvante-horreur, slasher, thriller, mystère
- Durée : 114 minutes
- Dates de sortie[6] :
  - France, Belgique, Suisse romande : 12 janvier 2022[7],[8],[9]
  - États-Unis : 14 janvier 2022
  - Québec : 7 février 2022[1]
- Classification :
  - États-Unis : interdit aux moins de 17 ans non accompagnés (R – Restricted)[N 4]
  - France : interdit aux moins de 16 ans[10],[N 5]
  - Belgique : interdit aux moins de 16 ans (KNT/ENA : Kinderen Niet Toegelaten  / Enfants Non Admis)[8],[11],[N 6]
  - Suisse romande : interdit aux moins de 16 ans[12]
  - Québec : 13 ans et plus (violence) (13+ / 13 years and over)[1]

## Distribution
Sauf indication contraire, les informations mentionnées dans cette section peuvent être confirmées par la base de données cinématographiques IMDb,  présente dans la section « Liens externes ».
- Neve Campbell (VF : Dominique Léandri ; VQ : Lisette Dufour) : Sidney Prescott
- Courteney Cox (VF : Céline Monsarrat ; VQ : Anne Bédard) : Gale Weathers
- David Arquette (VF : Arnaud Arbessier ; VQ : Sébastien Dhavernas) : Dewey Riley
- Melissa Barrera (VF : Charlotte D'Ardalhon ; VQ : Kim Jalabert) : Samantha « Sam » Carpenter
- Jenna Ortega (VF : Emmylou Homs ; VQ : Marilou Martineau) : Tara Carpenter
- Jack Quaid (VF : Antoine Ferey ; VQ : Maël Davan-Soulas) : Richard « Richie » Kirsch
- Mikey Madison (VF : Lou Lévy ; VQ : Geneviève Bédard) : Amber Freeman
- Jasmin Savoy Brown (VF : Alice Taurand ; VQ : Cynthia Trudel) : Mindy Meeks-Martin
- Dylan Minnette (VF : Gauthier Battoue ; VQ : Alexis Lefebvre) : Wes Hicks
- Mason Gooding (VF : Théo Gebel ; VQ : Alexandre Bacon) : Chad Meeks-Martin
- Sonia Ben Ammar (VF : elle-même ; VQ : Élisabeth Gauthier Pelletier) : Liv McKenzie
- Marley Shelton (VF : Karine Texier ; VQ : Geneviève Désilets) : le shérif Judy Hicks
- Kyle Gallner (VF : Alexis Ballesteros ; VQ : Hugolin Chevrette) : Vincent « Vince » Schneider
- Reggie Conquest (VF : Mike Fédée) : l'adjoint Farney
- Skeet Ulrich (VF : Guillaume Lebon ; VQ : Sylvain Hétu) : Billy Loomis
- Roger L. Jackson (VF : Loïc Houdré ; VQ : Éric Gaudry) : Ghostface (voix)
- Heather Matarazzo (VF : Olivia Dalric ; VQ : Violette Chauveau) : Martha Meeks
- Chester Tam (VF : Mathias Timsit) : l'adjoint Vinson
- Christopher Speed (VF : Henry-David Cohen) : l'acteur interprétant Randy dans le film Stab

Les vidéastes James A. Janisse et Chelsea Rebecca de la chaîne YouTube Dead Meat font un caméo dans le rôle des critiques de films. Hayden Panettiere est créditée pour le rôle de Kirby Reed qu'elle tenait dans Scream 4, néanmoins, l'actrice n'apparaît pas physiquement dans le film. Il s'agit d'un remerciement pour l'utilisation de sa photo lors de la scène où Richie regarde une vidéo sur YouTube.
Plusieurs acteurs des précédents films de la franchise prêtent leurs voix via des répliques enregistrées en postsynchronisation dont Drew Barrymore qui double la principale au micro lors de la scène à l'extérieur du lycée et Matthew Lillard qui double le Ghostface du film Stab 8 avec le lance-flammes et un invité à la soirée d'Amber,. Jamie Kennedy prête également sa voix à un invité de la soirée,. Durant cette scène, plusieurs invités portent un toast en l'honneur de Wes Hicks. Il s'agit également d'un hommage au réalisateur des précédents films, Wes Craven. Les voix de Panettiere, Lillard, Kennedy, Henry Winkler et Adam Brody sont entendues lors de ce toast, ainsi que celles des réalisateurs du film, Matt Bettinelli-Olpin et Tyler Gillett, et de plusieurs membres des équipes des précédents films dont le scénariste Kevin Williamson, le compositeur Marco Beltrami, le monteur Patrick Lussier, la productrice Julie Plec, et la femme de Craven, Iya Labunka.
Version française réalisée par Deluxe Media Paris ; direction artistique : Béatrice Delfe ; adaptation des dialogues : Ludovic Manchette et Christian Niemiec
Version québécoise réalisée par Cinélume ; direction artistique : Sébastien Dhavernas ; adaptation des dialogues : Thibaud de Courrèges
 Source et légende : version française (VF) sur RS Doublage et AlloDoublage
 Source et légende : version québécoise (VQ) sur Doublage.qc.ca

## Personnages
- Sidney Prescott : elle est la grande héroïne de la saga, désormais mariée et mère de deux petites filles[18],[19].
- Gale Weathers : maintenant animatrice d'un talk-show matinal, Gale revient à Woodsboro après avoir été prévenue du retour de Ghostface.
- Dewey Riley : il est maintenant l'ex-Shérif de Woodsboro alcoolique, vivant dans une caravane et accepte de venir en aide à la nouvelle génération en proie aux assauts du nouveau tueur[20],[21],[22].
- Samantha "Sam" Carpenter : Samantha est une jeune femme qui revient à Woodsboro après une tragédie familiale[23]. Il sera révélé qu'elle est la fille biologique de Billy Loomis
- Tara Carpenter : elle est la toute première victime de ce cinquième film. Son attaque est similaire à celle de Casey Becker dans le premier Scream[24]. Ses films d'horreur préférés sont Mister Babadook, The Witch et Hérédité à la différence des précédents opus ou les protagonistes aiment les slashers[25]. A contrario de toutes les victimes présentes dans chaque scène d'ouverture des films de la franchise, Tara survit à son attaque[26].
- Richie Kirsch : il est le petit ami de Samantha et l'accompagne à Woodsboro après l'attaque de Tara[21].
- Mindy Meeks-Martin : elle est la nièce de Randy Meeks[27].
- Chad Meeks-Martin : il est le neveu de Randy Meeks et le frère jumeau de Mindy.
- Amber Freeman : elle est la meilleure amie de Tara et une très grande fan des films Stab.
- Liv McKenzie : elle est la petite amie de Chad, son nom de famille laisse supposer qu'elle serait la fille des McKenzie que le père de Casey Becker mentionne au début du premier Scream.
- Wes Hicks : il est le fils de Judy. Le nom de ce personnage est un hommage au réalisateur Wes Craven[28].
- Shérif Judy Hicks : Judy est une survivante de Scream 4. Dix ans après les évènements de ce dernier, elle est devenue le Shérif de la ville de Woodsboro[29].
- Billy Loomis : l'un des deux tueurs du film original, il apparaît dans plusieurs hallucinations de sa fille Samantha[25].

## Production

### Genèse et développement

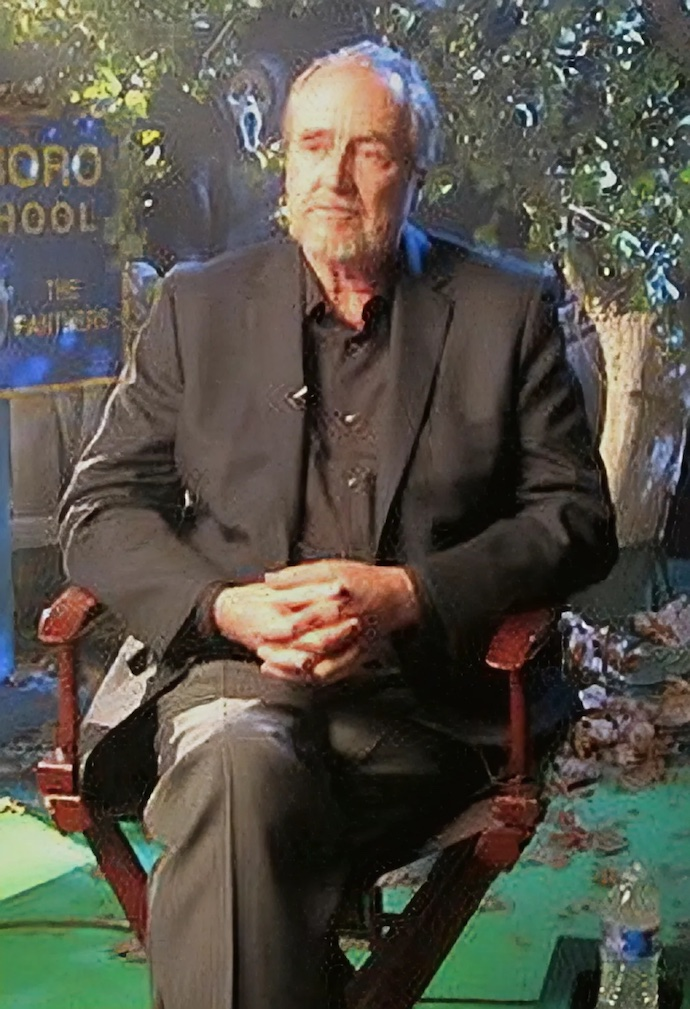
Wes Craven réalisateur des 4 premiers films de la saga.

Dès novembre 2009, alors que Scream 4 est encore en développement, Kevin Williamson révèle qu'il est potentiellement question d'une nouvelle trilogie. En avril 2010, Wes Craven confirme qu'il est sous contrat pour réaliser deux autres suites supplémentaires mais évoque toutefois les conditions difficiles dans lesquels il a dû tourner les trois films précédents à cause des réécritures constantes du script et déclare qu'il n'engagera la production d'une suite que si on lui fournit un script définitif. Les résultats décevants de Scream 4 (2011) au box-office remettent cependant en doute la mise en chantier de Scream 5, toutefois Harvey Weinstein confirme le mois suivant qu'une suite reste possible, le quatrième volet restant un succès commercial malgré tout.
En février 2012, Kevin Williamson déclare qu'il ne travaille pas sur Scream 5. L'acteur David Arquette exprime quant à lui son soutien pour un cinquième volet, déclarant que la fin de Scream 4 laissait définitivement la porte ouverte à une suite. En novembre 2012, Wes Craven s'adresse directement aux fans de la saga via son compte Twitter lorsqu'il affirme qu'il n'a aucune nouvelle d'un cinquième volet, demandant par conséquent si ces derniers voulaient vraiment un film supplémentaire.
En octobre 2013, Harvey Weinstein évoque son intérêt pour un cinquième opus, susceptible d'être le dernier de la saga. Il déclare à propos de la franchise « la vache ayant déjà été trop traite ». En avril 2014, Neve Campbell évoque ses doutes concernant l'avenir de la saga au profit de la série télévisée en développement. En juin 2015, Bob Weinstein dément finalement toute rumeur concernant un cinquième film, citant la série diffusée sur MTV comme la bonne façon de poursuivre la franchise.
En décembre 2016, à l'occasion des vingt ans de la sortie de Scream, Kevin Williamson et Neve Campbell accordent une interview à ET Online dans laquelle l'actrice fait part de ses incertitudes quant à la réalisation d'un cinquième film sans Wes Craven, décédé l'année précédente. Elle révèle qu'il serait difficile, voire douloureux, de réaliser ce film sans le réalisateur d'origine. Elle n'affirme cependant pas qu'une suite ne verrait jamais le jour. De son côté, Kevin Williamson déclare ne pas savoir comment écrire le film sans Craven ni même pourquoi il le ferait.
En février 2019, à la suite de l'énorme succès critique et commercial du film Halloween, sorti en octobre 2018 et réalisé par David Gordon Green, le président de Blumhouse Productions, Jason Blum, se montre intéressé pour récupérer les droits de la franchise Scream et possiblement faire revivre la saga au cinéma. Un cinquième film est finalement annoncé en novembre 2019, produit par la société Spyglass Media Group (désormais détentrice des droits de la saga à la suite du rachat de The Weinstein Company par Lantern Entertainement,), sans précision si celui-ci s'intégrera dans la saga déjà existante,. Il est reporté que Kevin Williamson ne sera à priori pas scénariste du long métrage tandis que le retour du casting original n'est pas confirmé.
En mars 2020, il est annoncé que Matt Bettinelli-Olpin et Tyler Gillett (réalisateurs du film Wedding Nightmare) réaliseront le cinquième opus tandis que Kevin Williamson est attaché en tant que producteur délégué aux côtés de Chad Villella,. Le tournage du film est alors prévu pour mai 2020 selon le site américain The Wire. En mai 2020, le site Deadline dévoile que James Vanderbilt et Guy Busick sont les scénaristes du long métrage et qu'ils ont déjà rédigé un script, vendu par les réalisateurs comme rendant justice à l'héritage de Wes Craven. Le tournage est annoncé pour débuter plus tard dans l’année à Wilmington, en Caroline du Nord, lorsque les protocoles de sécurité concernant l'épidémie de Coronavirus seront mis en place.
Kevin Williamson se dit impatient à l'idée de collaborer avec l'équipe de Radio Silence Productions sur un nouveau chapitre de Scream, vendant leur vision comme « inventive, originale et respectueuse de l'héritage de Wes Craven » tandis que le trio de cinéastes expriment à quel point le travail de Craven et particulièrement la saga Scream les a inspirés et qu'ils sont honorés d'avoir l'opportunité de contribuer à cet univers. David Arquette, alors seul acteur annoncé au casting, révèle quant à lui être tenu contractuellement de ne rien révéler sur le projet. En juin 2020, il est annoncé que le film sera distribué par Paramount Pictures. En août, David Arquette déclare qu'il espère que Matt Bettinelli-Olpin et Tyler Gillett resteront fidèles à la vision de Wes Craven et à celle de Kevin Williamson ainsi qu'aux personnages de la saga, les réalisateurs étant fans du film original.
En septembre 2020, David Arquette s'exprime une nouvelle fois sur le duo de réalisateurs responsables du film, affirmant à The Hollywood Reporter que la saga est entre de bonnes mains avec eux, bien qu'il regrette beaucoup l'absence du défunt Wes Craven. Neve Campbell donne, quant à elle, sa bénédiction au projet, déclarant qu'au cours de ses discussions avec Radio Silence, ces derniers ont témoigné beaucoup d'amour, de respect et d'admiration envers Craven et tout ce qu'il a créé à travers la franchise Scream. Le tournage est ensuite confirmé pour la fin du mois de septembre 2020 avec comme titre de travail « Parkside ». Le film s'intégrera « parfaitement » dans la franchise selon l'actrice Jenna Ortega et retrouvera la « magie » du premier opus selon l'acteur Kyle Gallner.
Matt Bettinelli-Olpin et Tyler Gillett décident également de renouveler l'équipe technique « traditionnelle » qui avait travaillé avec Wes Craven sur les opus précédents, tel que Marco Beltrami à la musique et Peter Deming sur la photographie qui sont dans ce cinquième volet respectivement remplacés par le compositeur Brian Tyler et le chef-opérateur Brett Jutkiewicz, avec lesquels les réalisateurs avaient déjà précédemment collaboré sur le film Wedding Nightmare.
Le 18 novembre 2020, le titre officiel du film est dévoiler : il se nommera tout simplement Scream, une façon de démontrer que ce film est à la fois une suite et un « revival » à l'instar du film Halloween. Kevin Williamson s'explique sur ce choix de titre : « Sérieusement, je pense que personne n’a jamais eu l’intention d’appeler ce film Scream 5. On a enlevé le chiffre parce qu’il s’agit de quelque chose de tout nouveau. Bien sûr le casting original est de retour, mais il y a surtout cette nouvelle génération, très amusante. Je pense qu’on tient une excellente équipe. Ils sont très bons. Les adultes laissent place aux enfants. Cela fonctionne vraiment très bien ». Dans une interview pour CinemaBlend, Gillett confirme que ce cinquième volet sera bel et bien une suite et non un reboot. L'actrice Courteney Cox vend quant à elle le film comme le lancement d'une nouvelle franchise Scream sans être effectivement ni un remake, ni un reboot. Le 16 juin 2021, Tyler Gillett et Matt Bettinelli-Olpin annoncent sur leurs comptes Instagram respectifs la terminaison de la post-production de Scream. Tyler Gillett promet que l'attente en vaudra la peine tandis que son compère Matt Bettinelli-Olpin révèle l'intitulé d'une musique de la bande originale du film composée par Brian Tyler et intitulée Ghostface. Le lendemain, le compositeur en question poste à son tour sur son compte Instagram une vidéo de son orchestre en plein travail dans les studios de production du film. La production prend définitivement fin le 7 juillet 2021, annoncée par Tyler Gillett et Matt Bettinelli-Olpin sur Instagram.

### Scénario

#### Trilogie initiale

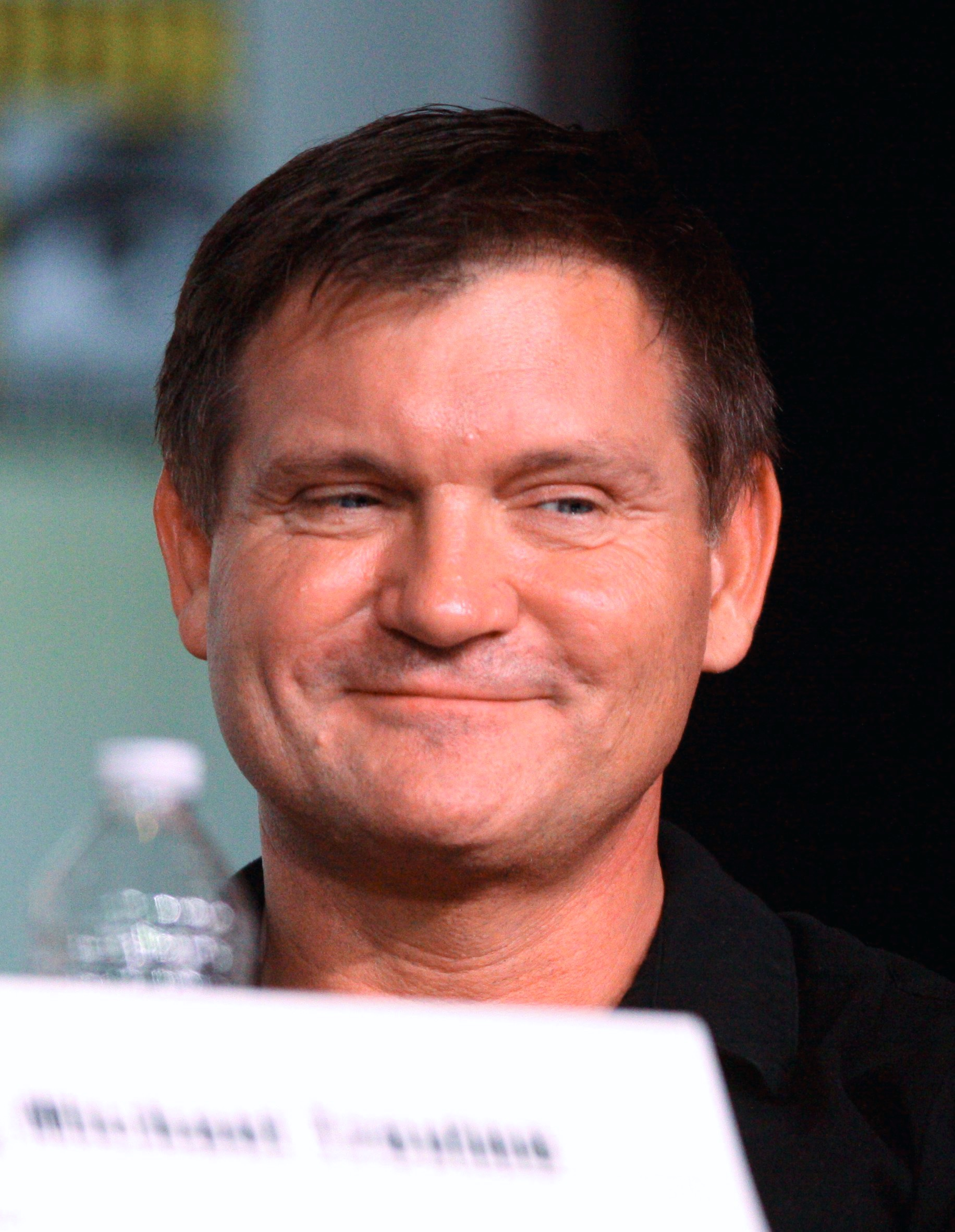
Kevin Williamson, le scénariste historique de la saga, revient sur le cinquième volet en tant que producteur délégué.

Dès le développement de Scream 4 en 2009, Kevin Williamson rédige des ébauches de scénarios pour deux autres suites. Scream 5 est alors pensé pour mettre en scène les personnages survivants du quatrième opus incluant Jill Roberts, coupable des meurtres de Scream 4, et Sidney Prescott, possiblement amnésique, à la suite d'un cliffhanger dans le volet précédent. Alors que Scream 6 devait davantage se concentrer sur Gale et répondre à un évènement passé entre elle et Dewey, Scream 5 devait être centré sur Jill à l’université, où Sidney était professeure et où des meurtres avaient lieu sur le campus. Le tueur, au courant que Jill était la coupable des meurtres du film précédent, aurait poussé la jeune fille à tuer pour éviter que son secret soit révélé. Cela aurait été la rencontre d’un tueur et d’un autre.
À la suite des modifications du script de Scream 4 après le départ de Kevin Williamson de la production, Wes Craven laissa volontairement en suspens le destin du personnage de Kirby Reed et fit en sorte que le personnage de Jill reçoive une balle dans la poitrine à la place de la tête (comme c'était le cas avec les meurtriers des opus précédents) afin de laisser l'opportunité aux deux personnages d'être inclus dans le script d'un éventuel Scream 5. Robert Weinstein s'étant opposé à l'idée de faire mourir l'un des trois protagonistes historiques de la saga dans le précédent volet, Wes Craven déclare en octobre 2011 qu'un, voire plusieurs personnages principaux entre Sidney, Gale et Dewey risquaient cette fois-ci de mourir dans Scream 5.

Williamson dévoile ensuite à Bloody Disgusting les scénarios prévus pour la trilogie originale : 
« Dans Scream 5, Jill Roberts arrivait à la fac, et une série de meurtres se déclenchait dans le campus. Le tueur était quelqu'un qui savait que Jill était elle-même une meurtrière dans le précédent film. Le tueur faisait tout cela pour que Jill soit exposée et dénoncée, donc elle devait couvrir des meurtres qui n'étaient pas les siens. C'était l'histoire d'une rencontre entre deux tueurs en série. Et Sidney Prescott était professeure dans cette école. Scream 6 allait répondre à ce qui s'était passé entre Dewey et Gale. Sidney serait dans le film, mais il aurait été beaucoup plus concentré sur l'arc de Gale. »
En septembre 2023, il révèle également dans le podcast Happy Horror Time qu'une nouvelle histoire d'amour centrée sur le personnage de Sidney Prescott et son mariage aurait aussi été au centre de la trilogie :
Scream 4, 5 et 6 auraient raconté l'histoire d'amour de Sidney Prescott, et tout aurait été basé sur le fait qu'elle tombe amoureuse, qu'elle va se marier, et tout cela aurait été basé sur son mariage lorsque ces meurtres recommencent à nouveau. On se demande : cet homme dont elle est amoureuse est-il encore le tueur ? Est-ce qu'elle se fait revivre le "cas Billy Loomis" ? Est-ce qu’elle continue à prendre les mauvaises décisions ? Est-ce qu'elle choisit toujours le méchant ?

#### Un nouveau film
En 2019, après l'annonce du retour de la saga sur grand écran des années plus tard, le projet repart vierge et une première ébauche de synopsis est finalement révélée en mars 2020. Il est alors question d'« une jeune femme revenant dans sa ville natale pour essayer de trouver l'identité d'un meurtrier réalisant d'horribles crimes ». Début septembre 2020, David Arquette déclare qu'aucun des personnages originaux de la saga n'est à l'abri de se faire tuer dans ce cinquième opus, mais qu'il aimait toutefois l'idée de les voir tous survivre.
À l'inverse des trois suites précédentes de la saga, un script définitif est rédigé avant le début de tournage. Plusieurs membres de l'équipe travaillant sur le film d'horreur Freaky, dont le scénariste Michael Kennedy et le réalisateur Christopher Landon (Paranormal Activity: The Marked Ones ; Happy Birthdead…), ont un aperçu du script et le jugent très bon.
Au cours d'une réunion virtuelle via Looped avec quelques acteurs du premier film le 14 novembre 2020, Kevin Williamson confesse que le cinquième chapitre de la saga s'émancipera de l'aspect méta des quatre précédents films :
« Ce que j’adore dans le nouveau Scream, c’est qu’il adopte vraiment une nouvelle approche. C’est ce beau film rafraîchissant, mais il a aussi ce facteur nostalgique tout au long de son intrigue. Pour moi, c’était le parfait mélange avec lequel faire le prochain Scream. Donc c’était la chose qui m’enthousiasmait le plus. Je suis impressionné par les réalisateurs, et j’étais vraiment nerveux car personne n’est Wes Craven. J’étais vraiment hésitant à ne serait-ce que donner mon accord et faire partie du film, et je peux vous dire que je suis content de l’avoir fait parce que je pense qu’il va rendre Wes fier. »
— Citation de Kevin Williamson au sujet du scénario de Scream (2022) sur Looped.
À l'image des précédents films, un maximum de précautions sont prises pour éviter toutes fuites éventuelles du scénario. Sur l'expérience de Kevin Williamson, la production de Scream décide de réaliser plusieurs scripts différents, dont un seul avec la véritable fin, pour brouiller les pistes. Au sein même de la distribution, certains acteurs ne connaissent ni l'identité du tueur ni le dénouement final pour restreindre au plus possible le nombre de personnes au courant de l'intrigue et ses éléments clés. Certains acteurs, selon leur importance dans le film, n'ont pas l'intégralité du scénario,.
Selon R.J. Torbert, auteur et designer de la société de déguisement Fun World à l'origine de l'intitulé du masque Ghostface, le tueur principal ne portera pas l'iconique masque blanc habituel, suggérant qu'il y aurait une nouvelle fois plusieurs tueurs révélés dans le film,. Selon Melissa Barrera, le personnage qu'elle incarne, Samantha Carpenter, sera la nouvelle cible de Ghostface et s'alliera à Dewey Riley. Neve Campbell révèle quant à elle dans une interview pour Total Film en novembre 2021 que Sidney Prescott est désormais une mère de famille heureuse et vivant en dehors de Woosboro, tandis que Courteney Cox révèle que Gale Weathers a évolué dans son domaine professionnel et est désormais animatrice d'une émission de télévision.

### Attribution des rôles

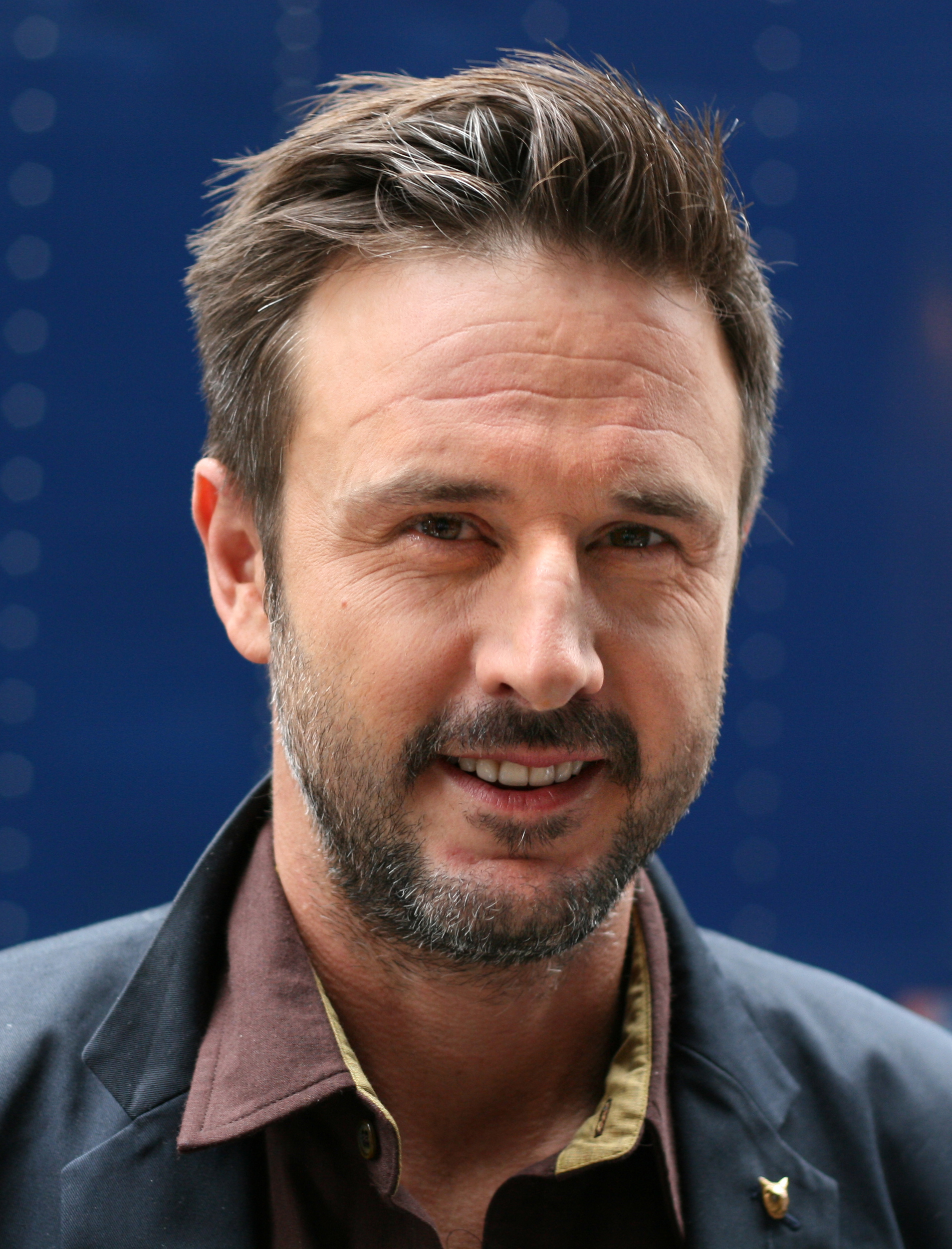
David Arquette, l'interprète de Dewey Riley dans les quatre opus précédents, est le premier acteur engagé pour Scream.

Dès la sortie de Scream 4 en avril 2011, David Arquette démontre son envie de participer à un cinquième film de la saga. En mars 2016, Neve Campbell se dit ouverte à reprendre son rôle de Sidney Prescott à l'avenir selon la pertinence du projet et du réalisateur choisi, mais que cela lui semblerait compliqué sans Wes Craven. En octobre 2018, David Arquette relance le débat sur un éventuel Scream 5 en assumant son envie de revenir dans la saga. Il précise que cela serait pour lui un hommage à Wes Craven tout en faisant les louanges des qualités d'actrice de Neve Campbell.
En décembre 2019, un mois après l'annonce du retour de la saga sur grand écran, Neve Campbell et David Arquette déclarent ne pas avoir été approchés pour l'instant, cependant David Arquette se montre toujours enthousiaste pour reprendre son rôle. En février 2020, lors de la convention Mad Monster Party, Neve Campbell maintient ne pas avoir été contactée et que son implication, si on lui propose, dépendrait principalement du respect du futur réalisateur choisi vis-à-vis de la vision de Wes Craven.
En mai 2020, Neve Campbell confirme à Rotten Tomatoes avoir été approchée par Tyler Gillett et Matt Bettinelli-Olpin et être en négociations pour reprendre son rôle de Sidney Prescott, disant avoir été touchée par une lettre des réalisateurs lui expliquant leur intention d'honorer Wes Craven. Matthew Lillard, interprète de Stuart Macher dans le premier film, exprime quant à lui son intérêt pour revenir dans le cinquième volet de n'importe quelle façon,.
Le 18 mai, le site Deadline officialise le retour de David Arquette dans son rôle de Dwight Riley alias Dewey, celui-ci se disant heureux de rendre hommage à Craven. Il déclare le mois suivant être le seul acteur confirmé jusqu'alors à sa connaissance, puis en août, se montre même enthousiaste pour reprendre son rôle dans d'autres suites éventuelles à l'avenir. Courteney Cox annonce quant à elle son retour dans le rôle de Gale Weathers via son compte Instagram le 31 juillet 2020, ce qui est aussitôt confirmé par le site Deadline et par Paramount Pictures sur Twitter. David Arquette dit avoir hâte de retrouver son ex-femme sur le plateau d'un nouveau film Scream et espère que Neve Campbell les rejoindra également.
Le 17 août, l'actrice Melissa Barrera est confirmée dans un rôle « clé », également rapporté par Deadline,. Deux jours plus tard, le site annonce l'arrivée de l'actrice Jenna Ortega dans un rôle encore inconnu,. L'actrice Samara Weaving, avec qui Tyler Gillett et Matt Bettinelli-Olpin avaient déjà collaboré pour le film Wedding Nightmare, décline quant à elle un rôle dans le film à la suite de conflits d'emploi du temps, celle-ci tournant déjà en Australie pour la série Nine Perfect Strangers. Dans une interview pour Hollywood Life, David Arquette déclare également que, comme beaucoup de fans, il adorerait retrouver Hayden Panettierre, interprète de Kirby Reed dans Scream 4, au casting du nouvel opus.

Début septembre 2020, c'est au tour de l'acteur Jack Quaid d'être engagé pour un nouveau rôle masculin encore non révélé. Le 10 septembre, l'interprète phare de la saga, Neve Campbell, confirme sur son compte Instagram sa participation au film. Celle-ci déclare via le site Bloody Disgusting qu'elle est « excitée à l'idée de retrouver le rôle de Sidney Prescott et de retourner à Woosboro » tandis que Radio Silence affirment : 
« Nous nous pinçons ! Il est compliqué d'exprimer à quel point le personnage de Sidney Prescott a façonné notre amour des films et avoir la chance de travailler avec Neve est un rêve devenu réalité. Ce ne serait simplement pas un film Scream sans Neve et nous sommes si excités et honorés de la rejoindre à Woodsboro. »
Quelques heures plus tard, le site Deadline annonce également le retour de Marley Shelton dans le rôle du shérif-adjoint Judy Hicks introduit dans Scream 4, ainsi que cinq nouveaux acteurs au casting, incluant Dylan Minnette, Mason Gooding, Kyle Gallner, Jasmin Savoy Brown et Mikey Madison pour des rôles encore inconnus. Le lendemain, l'acteur Matthew Lillard sème une nouvelle fois le doute sur un potentiel retour du personnage de Stuart Macher, suggérant sur Twitter que celui-ci pourrait avoir survécu aux évènements du premier opus. La semaine suivante, le site Variety révèle que la mannequin, chanteuse et actrice franco-tunisienne Sonia Ammar a rejoint la distribution pour un rôle encore inconnu.
À l'approche du tournage, les acteurs Jenna Ortega, Melissa Barrera et David Arquette commencent chacun à communiquer sur leur préparation pour leur rôle respectif via diverses interviews,,. Melissa Barrera se montre quant à elle particulièrement excitée à l'idée de rencontrer Courteney Cox, étant une grande fan de la sitcom Friends.
En octobre 2020, l'acteur Rory Culkin, interprète de Charlie Walker dans Scream 4, confie n'avoir aucun intérêt à revenir dans la saga, étant satisfait de la fin de son personnage dans le film précédent et n'étant pas intéressé pour faire une apparition de la même manière que Jamie Kennedy dans Scream 3. Sur le point de rejoindre le tournage du film, Neve Campbell revient quant à elle sur le plateau de The Talk ainsi que dans un entretien vidéo spécial « House of Horror » avec l'actrice Jamie Lee Curtis pour Variety sur les doutes qu'elle avait vis-à-vis du projet d'un cinquième film et la manière dont les réalisateurs l'ont convaincu d'y participer,. L'actrice se dit excitée de retrouver le casting original ainsi que de rencontrer les nouveaux acteurs.
L'actrice Rose McGowan a également été approché pour reprendre son rôle de Tatum Riley du premier film, le temps d'un caméo vocal. Elle a néanmoins décliné l'offre du fait de l'affiliation passée entre Kevin Williamson et Miramax, ancien studio des frères Weinstein, étant une des victimes de l'affaire Harvey Weinstein. À la suite des rumeurs d'une éventuelle apparition de Selena Gomez dans le film, l'actrice et chanteuse en question poste sur les réseaux sociaux une photo d'elle-même déguisée en Ghostface à l'occasion d'Halloween le 31 octobre 2021, en tenant qu'elle ne confirmait aucunement les rumeurs de sa participation au film.

### Tournage
Tout d'abord prévu pour le mois de mai 2020, le tournage est ensuite reporté à une date non communiquée en raison de la crise sanitaire mondiale du Covid-19. Le tournage démarre finalement le 22 septembre 2020 à Wilmington, en Caroline du nord, pour filmer des scènes d'intérieur à la Country Club Road, dans Forest Hills, durant les quatre premiers jours. Dès la première semaine de tournage, trois acteurs sont testés positifs au Covid-19 et placés en quarantaine. Le tournage est néanmoins maintenu, les acteurs en question n'ayant pas intégré le module comprenant le reste de la distribution, les réalisateurs, les assistants réalisateurs et le directeur de la photographie.
La seconde semaine de tournage prend directement place aux abords des extérieurs du lycée Williston Middle School à partir du 28 septembre, entraînant la fermeture temporaire de la 10th Street (entre les rues Ann St. et Castle St.) à partir de 7h du matin jusqu'à 20h. Des plans intérieurs dans l'enceinte du bowling de Cardinal Lanes, situé sur le Shipyard Blvd., prennent effet à partir du 29 septembre.
Des scènes en voiture sont filmées le 12 et 14 octobre. Le 12 octobre 2020, une équipe tourne le long de la 5th Ave. entre les rues Dock St. et Queen St., de 9h du matin jusqu'à 16h30, avec un contrôle de la circulation intermittent prolongé, y compris sur les rues Orange St., Ann St, Nun St., Church St. et Castle St. entre la 4th et 6th Street, la production bouclant les rues durant le tournage des scènes. Le 14 octobre 2020, les scènes de conduite sont filmées sur Castle Street entre la 5th Ave. et la 8th Street, fermant les routes entre la 4th et la 8th de Castle Street ainsi que la 5th, 6th et 7th entre l'Église et Queen à partir de 18h. Au cours du même mois, des photos de Courteney Cox sur le tournage, et arborant une tenue pratiquement identique à celle de son personnage dans le film original, sont dévoilées.
Le tournage de Scream se termine le 17 novembre 2020, après presque deux mois de tournage.
« J'ai hâte que vous retourniez à Woodsboro et que vous ayez réellement à nouveau peu. Je crois que Wes (Craven) aurait été vraiment fier de ce film que Matt et Tyler réalisent. Je suis tellement ravi d'être réuni avec Neve, Courteney, David et Marley (le shérif adjoint Judy Hicks), et de travailler au côté d'une nouvelle équipe de réalisateurs et d'un incroyable casting de newcomers pour poursuivre l'héritage de Wes avec cette envie de renouveler cette franchise qui m'est si cher. J’étais vraiment hésitant à ne serait-ce que donner mon accord et faire partie du film, et je peux vous dire que je suis content de l’avoir fait. »
— Citation de Kevin Williamson au sujet de la fin de tournage de Scream (2022) sur Twitter.
La fin du film se termine par le dernier même plan que Scream : un panorama sur la maison de Stuart Macher.

### Inspirations
Pour la réalisation de ce cinquième opus, les réalisateurs s'inspirent des récents succès du genre dont les œuvres de Jordan Peele, Get Out et le style visuel de Us. La critique de la tendance du "elevated horror" contemporain est par ailleurs directement évoquée dans le film.

### Bande originale
Après avoir travaillé avec Tyler Gillett et Matt Bettinelli-Olpin sur leur film Wedding Nightmare, il est annoncé le 12 mai 2021 que Brian Tyler serait le compositeur remplaçant Marco Beltrami qui avait composé les musiques des quatre précédents films. L'album avec les compositions de Brian Tyler sort le 7 janvier 2022, distribué par Varèse Sarabande.

## Accueil

### Promotion
Le 18 novembre 2020, Kevin Williamson annonce sur son compte Twitter la fin du tournage du cinquième opus de la franchise et dévoile pour l'occasion une nouvelle affiche qui confirme le titre du film : Scream. Le cinéaste dévoile également une photo de lui-même en compagnie de Neve Campbell et Courteney Cox sur le plateau de tournage puis une troisième photo en compagnie de Ghostface,. Le 3 décembre, le compte officiel du film sur Twitter dévoile une photo du tournage qui dévoile le couteau du tueur dans une mare de sang.
Entre fin septembre et début octobre 2021, des publicités et interviews avec David Arquette sont diffusées sur les réseaux sociaux à l'occasion d'un évènement Airbnb via lequel des fans pourront passer trois nuits dans l'iconique maison de Stuart Macher, cette maison apparaissant à la fois dans le volet de 1996 et celui de 2022. Les fans en question ont ainsi eu accès à un entretien virtuel avec David Arquette, à une ligne téléphonique pouvant joindre Ghostface (et vice-versa), au visionnage d'un marathon des quatre films en VHS, à des collations classiques des années 1990 et à un lot de souvenirs Scream.
Le 10 octobre 2021 est dévoilée la toute première affiche officielle du film qui met en avant le personnage de Ghostface. La phrase « It's Always Someone You Know » (traduit par : C'est toujours quelqu'un que vous connaissez), indiquée ici pour la première fois, restera la phrase récurrente de chaque affiche promotionnelle par la suite. Le 11 octobre, le magazine Entertainment Weekly dévoile une série de photos promotionnelles mettant en avant les acteurs phares de la saga comme Neve Campbell, David Arquette, Courteney Cox et Marley Shelton ainsi que les nouveaux acteurs du cinquième opus à savoir Melissa Barrera, Jenna Ortega, Jack Quaid, Dylan Minnette, Mason Gooding, Sonia Ammar, Jasmin Savoy Brown, Kyle Gallner et Mikey Madison.
À l'occasion d'une ressortie de Scream (1996) dans certains cinémas américains pour célébrer les 25 ans de la saga, la toute première bande-annonce du nouvel opus de 2022 est diffusée aux spectateurs le 10 et 11 octobre 2021, puis est diffusée sur les réseaux sociaux par Paramount Pictures le 12 octobre,. La seconde affiche officielle du film avec Ghostface est également dévoilée. Les réalisateurs ont par la suite indiqué que de fausses pistes avaient été volontairement introduites dans la bande annonce pour piéger les spectateurs.
Le 19 octobre 2021, lors de la sortie en Blu-ray 4k de Scream (1996) pour les 25 ans du film, de nouvelles interviews avec Radio Silence et le casting du cinquième opus sont incluses dans un bonus intitulé « A Bloody Legacy: Scream 25 Years Later ». Une autre vidéo promotionnelle composée d'images inédites et d'interviews de Kevin Williamson et du casting est ensuite dévoilée par Paramount Pictures le 4 novembre.
Le 31 octobre 2021, une image promotionnelle ainsi que la troisième affiche officielle du film, dévoilant Ghostface et le visage de Sidney Prescott apparaissant dans la lame du couteau, est dévoilée. Le 8 novembre 2021, le magazine Total Film dévoile une nouvelle série d'images inédites du film avec les personnages de Sidney Prescott, Dewey Riley, Sam Carpenter, Vince et Ghostface. Quelques mois avant sa sortie, le film lance également dans le commerce sa propre marque de céréales.
Le 24 novembre 2021, le Twitter et l'Instagram officiels du film dévoilent une série d'affiches promotionnelles avec chaque membre du casting apparaissant chacun dans la lame de Ghostface. Le lendemain, une vidéo promotionnelle avec Neve Campbell, Courteney Cox, Melissa Barrera et Jenna Ortega est mise en ligne sur le Twitter néo-zélandais officiel de Paramount Pictures. Trois nouvelles affiche avec le trio historique de la saga sont dévoilées le 3 décembre 2021, puis, le lendemain, à l'occasion d'un panel au CCXP Worlds 2021, sont également dévoilées les mêmes affiches avec le reste de la distribution ainsi qu'une nouvelle vidéo promotionnelle composée de nouvelles images et d'interviews de Tyler Gillett et d'une partie du casting.
Le 10 décembre, le compte Twitter officiel du film dévoile le premier spot publicitaire.

### Sortie et classification
En juin 2020, le film est d'abord annoncé pour 2021, à l'occasion des vingt-cinq ans de la saga. En août 2020, Paramount Pictures annonce sur son compte Twitter officiel que le film sortira finalement le 14 janvier 2022 aux États-Unis, la sortie initiale étant repoussée à cause de la pandémie du Covid-19.
Peu avant la sortie du film en France, l'interdiction aux moins de 16 ans de ce dernier est révélée, une première dans l'histoire de la franchise depuis le film original en juillet 1997. Pour expliquer cette qualification, la présidente de la classification des œuvres cinématographiques Françoise Tomé parle de « scènes de meurtres très violentes ». Ensuite, Françoise Tomé explique qu'une autre version a été montrée à la commission, version beaucoup moins sanglante qui s’est vu proposer un visa assorti d’une interdiction aux moins de 12 ans. Mais, selon les termes de la présidente, la décision de choisir la version interdite aux moins de 16 ans a été prise par le distributeur Paramount.
L'avant-première du film devait se tenir le 11 janvier 2022 mais a dû être annulée face à la crise sanitaire et la montée en puissance du variant Omicron.

### Accueil critique
Sauf indication contraire, les informations mentionnées dans cette section peuvent être confirmées par les bases de données cinématographiques IMDb et Allociné,  présentes dans la section « Liens externes ».

#### Amérique du Nord
Les premières critiques Outre-Atlantique de Scream sont très positives. À la date du 1er février 2022, le film obtient un pourcentage de 76 % de critiques positives de la part de la presse spécialisée sur le site Rotten Tomatoes, basé sur 300 critiques (227 positives contre 73 négatives). L'avis général émis par les membres du site étant que le « cinquième film Scream travaille plus dur que jamais pour maintenir son ambiance méta et étonnamment, il y arrive souvent. » Les spectateurs donnent quant à eux des critiques positives également recueillant une moyenne de 81 % de critiques favorables sur la base d'au moins 2500 critiques de spectateurs. Sur le site Metacritic, le film obtient un score plus faible de 60 % sur la base de 48 critiques professionnelles. En revanche, sur la base de 105 notes des spectateurs, le film obtient un score de 7,3 sur 10 avec la mention « critiques favorables en général ». Toujours au 19 janvier, le site IMDB accorde une note de 7,3 sur 10 basée sur 20 580 critiques provenant du public. Le site dévoile que Scream a obtenu en globalité beaucoup plus de notes s'élevant à 8 sur 10 (4730 votes). Le public accorde au film une moyenne de B+ sur une échelle allant de A+ à F- sur CinemaScore tandis que toutes les critiques des spectateurs combinées donne un pourcentage de 79% de critiques positives sur PostTrak, 61% d'entre eux déclarant qu'ils recommandent le film.
Michael Phillips du Chicago Tribune écrit : « Si nous devons faire une comparaison avec le redémarrage d'une franchise, Scream est à mi-chemin entre le très bon Halloween de 2018 et le décevant Halloween Kills. » Il décrit le film comme « suffisant, sanglant et divertissant. » The Guardian donne une note de 3 sur 5 au film et déclare que : « la saga est toujours capable de délivrer des décibels aigus. » Wenlei Ma de News.com donne également une note de 3 sur 5 et estime que « Scream 5 n'a pas l'étincelle du dernier film de Bettinelli-Olpin et Gillett. Scream 5 est certainement drôle et irrévérencieux mais là ou il déçoit, c'est qu'il est rarement effrayant. » Jeannette Catsoulis, critique pour le New York Times, délivre un mauvais commentaire au sujet du long-métrage et de son fan service estimant que « d'une manière lassante et répétitive, totalement sans peur, Scream nous enseigne principalement que planter des Easter eggs ne remplace pas le besoin de nouvelles idées. »
Les performances du casting sont particulièrement saluées,,. La performance de Neve Campbell est plus particulièrement reconnue et l'actrice est mentionnée pour sa reprise du personnage de Sidney Prescott jugée de « rafraichissante »,. Le Hollywood Reporter écrit notamment : « C'est un plaisir de voir Neve Campbell en pleine forme dans la peau de Sidney, retournant à Woodsboro pour s'occuper des affaires inachevées. » Le magazine Elle nomme Campbell comme la « Reine de Scream » tout en déclarant que « Sidney n'aurait peut-être pas cet impact sur les gens sans la représentation de Campbell, pleine de vulnérabilité, d'intelligence et d'une bonne dose d'humour. »

#### France
Les critiques sont beaucoup plus sévères avec le film en France. Celles-ci sont beaucoup plus mitigées autant du côté du public que de la critique professionnelle comme le révèle les notes d'Allociné : sur 19 critiques côté presse, le film obtient un score de 2,6 sur 5 tandis que côté spectateurs, le film se hisse à un score de 3,1 sur 5 basé sur 930 notes dont 153 critiques au 19 janvier 2022.
Le journaliste Pierre Champleboux déclare pour Filmsactu : « certes, la claque n’est pas la même qu’en 1997 : mais comment aurait-il pu en être autrement ? Scream renaît de ses cendres, et ce n’est pas pour nous déplaire, puisqu’on tient là la meilleure suite du premier volet de la saga. » et donne une note de 8 sur 10. Pour Delphine De Freitas de LCI, le film est « saignant, drôle et jouissif » tout en soulignant la qualité de jeu des nouveaux acteurs dont Jenna Ortega et Jack Quaid. Stephanie Belpêche dénonce dans les colonnes du Journal du Dimanche « un spectacle aussi généreux que décomplexé, totalement jouissif. » Le Parisien écrit : « cinquième volet d’une saga entamée il y a presque un quart de siècle, ce nouvel opus reprend fidèlement l’univers et les règles établis lors des précédents épisodes. Et fait revenir des valeurs sûres de la franchise horrifique, comme les acteurs Courteney Cox, Neve Campbell et David Arquette. » Pour Public, Marie-Pierre Galinon écrit que les deux réalisateurs sont des fans absolus de Wes Craven et qu'ils lui rendent un hommage très réussi. Caroline Vié de 20 minutes note que « le film rend un hommage à la saga devenue culte, ainsi qu’à son réalisateur disparu Wes Craven, et continue sa mise en abyme sur le genre et sur Hollywood. » Selon la rédaction de CNews, « il serait également faux de dire que le film n’est pas divertissant. Car on passe un bon moment. Mais ce film reste l’incarnation de cette tendance que peut avoir Hollywood à vouloir faire du neuf avec du vieux, et laisse une impression inconfortable de tourner en rond. » Pour Mathieu Jaborska d'Écran Large, Scream est un « opus qui ne réinvente ni la roue, ni le slasher, ni même la saga Scream, mais régurgite ses défauts, ses qualités et un discours méta convenu avec assez de sincérité pour flatter les inconditionnels. Et on reste avant tout des inconditionnels. » Pour Les Fiches du cinéma, Marine Quinchon écrit que c'est une « suite assumée des précédents épisodes, le film devrait ravir les fans de la saga horrifique par ses références, mais risque de laisser les autres sur le carreau. » Renan Cros donne une mauvaise critique pour le film sur le site CinemaTeaser, arguant que « au final, le Scream 4 d’il y a 10 ans, mené par Craven et Williamson, apparaît beaucoup plus contemporain et malin que ce cinquième volet qui, à force de faire le malin, est déjà un peu périmé. » Pour Critikat, Jean-Sébastien Massart compare le film à « un drôle d'objet, qui acte l'usure de la formule tout en reproduisant de manière nostalgique les meilleurs moments de la saga, pastichés presque pour honorer sa mémoire. » Selon Étienne Sorin du Figaro : « un duo de réalisateurs anonymes reprend les personnages du film de 1996. Hélas le coup de vieux est fatal. » tandis que l'on peut lire « dispensable et faussement malin, Scream n'est qu'un énième exemple du manque d'inspiration des scénaristes des studios ces dernières années. Si le film paraît assumer son absence de sous-texte, il démontre surtout qu'il n'a rien compris à l'esprit de la saga ou du moins, qu'il est incapable de le reproduire. » dans la rubrique de Allan Blanvillain pour le site Journal du Geek. Selon les dires de Jean-François Rauger pour Le Monde « la relance de la franchise créée en 1996 par Wes Craven n’apporte rien de nouveau, si ce n’est une frénésie de violence qui tranche avec l’ironie initiale du projet. » Pour Le Point, Philippe Guedj déclare que « malgré tous les efforts, parfois payants, de ses deux réalisateurs commis d'office, Scream 2022 ressemble à un film-musée qui jongle frénétiquement avec moult seconds couteaux du passé pour retrouver l’âme perdue d’un concept jadis bien plus tranchant. » Théo Ribeton déclare pour Les Inrockuptibles : « le nouveau volet de la saga de feu Wes Craven tombe exactement là où on l’attend : dans un salmigondis méta-référentiel qui est, hélas, devenu l’entrée de gamme la plus basique du film de franchise, qu’il ne fait même pas semblant de vouloir renouveler. » Selon Sylvestre Picard de Première, ce nouveau Scream « contrairement au Scream 4 de 2011 (très rigolo et très malin, dans notre souvenir), ne propose pas beaucoup d’idées de cinéma réellement excitantes - encore moins un espace de cinéma intéressant. » Cependant, le journaliste met en avant le jeu des actrices Melissa Barrera et Jenna Ortega. Dans le journal Libération, Lelo Jimmy Batista écrit que « la suite de la franchise initiée en 1996 hurle le déjà-vu, sans suspense et sans ménagement pour le spectateur largué dès le début. » Enfin, Jérémie Couston écrit pour Télérama que ce nouveau Scream possède « des personnages plats et une mise en scène réduite au jump scare ».

### Box-office
| Pays ou région        | Box-office      | Date d'arrêt du box-office | Nombre de semaines |
| --------------------- | --------------- | -------------------------- | ------------------ |
| États-Unis Canada     | 81 641 405 $    | 31 mars 2022               | 11                 |
| France                | 539 851 entrées | 29 mars 2022               | 11                 |
| Total hors États-Unis | 56 102 519 $    | 31 mars 2022               | 11                 |
| Total mondial         | 137 743 924 $   | 31 mars 2022               | 11                 |

Les premières prédictions des résultats au box-office US de Scream sont très vite positives. Si ces estimations sont justes, le film pourrait récolter entre 35 et 40 millions de dollars de recettes lors de sa sortie, soit le plus gros succès d'ouverture de n'importe quel film de la saga. D'une part, le nombre de fans de la saga n'a cessé d'accroître, notamment au cours de la dernière décennie grâce à la popularité des années 1990 et la nostalgie liée à ces années. Aussi, ce cinquième chapitre est désigné comme le prochain grand film d'horreur à sortir au cinéma après Halloween Kills, sorti en octobre 2021. C'est aussi le seul film de la franchise à sortir lors d'un weekend de quatre jours. Tout de même, la crise sanitaire de Covid-19, dont la pandémie de son variant l'Omicron aux États-Unis et au Canada, ainsi que la popularité en déclin des films de la saga au cinéma (89,1 millions pour Scream 3 récoltés en Amérique du Nord contre 38,1 millions de dollars pour Scream 4) pourrait compromettre l'avenir du film au box-office.
Si ces prédictions positives se révèlent correctes, le film pourrait atteindre au moins les 80 millions de dollars voir dépasser la barre des 100 millions de dollars récoltés sur le sol américain au cours de l'année 2022,. Lors de sa sortie le week-end du 14 janvier, Scream réalise un démarrage initial à 30 millions de dollars dans 3664 cinémas en Amérique du Nord et détrône Spider-Man: No Way Home qui occupait la première place depuis un mois,. Avec le lundi suivant qui est un jour férié aux Etats-Unis commémorant la mémoire de Martin Luther King, le leader de la lutte pour les droits civiques, le film s'offre un démarrage à 33,8 millions de dollars au total avec son quatrième jour inclus,. Le démarrage de Scream est qualifié d'« encourageant » pour la saga après le démarrage Scream 4 en 2011 et ses 18,7 millions de dollars. En l'espace d'une semaine, Scream bat les scores de Scream 4 au box-office US et ses 38 millions de dollars récoltés sur toute sa période au cinéma. Au bout de trois semaines, le cinquième volet de la saga dépasse la barre des 100 millions de dollars récoltés dans le monde entier, une première dans l'histoire de la saga depuis Scream 3 en 2000 (Scream 4 avait obtenu 97 millions de dollars dans le monde entier sur toute sa carrière), et atteint les 62 millions de dollars de recettes en Amérique du Nord. Au 1er février et avec 106 millions de dollars récoltés dans le monde, Scream est le plus grand succès de l'année.
En France, lors de son premier jour de projection, Scream réalise 34 201 entrées ce qui reste un score correct en comparaison des chiffres des films Halloween Kills et Candyman. Pour autant, c'est un score inférieur à celui de Scream 4 qui avait réalisé 109 691 entrées en 2011. Le film réalise seulement 212 555 entrées au bout de sa première semaine soit le moins bon résultat de la saga en première semaine. Il termine donc troisième du classement derrière Spider-Man: No Way Home et le film français Adieu monsieur Haffmann. Scream, premier du nom, avait réalisé 335 687 lors de sa première semaine d'exploitation tandis que les films suivants avaient tous réalisés des meilleurs scores.

## Distinctions
Source : Internet Movie Database

### Récompenses
2022
- MTV Movie & TV Awards : performance la plus effrayante pour Jenna Ortega

### Nominations
2022
- Academy of Science Fiction, Fantasy and Horror Films - Saturn Awards :
  - Meilleur film d'horreur
  - Meilleur scénario pour Guy Busick et James Vanderbilt
- Hollywood Critics Association Midseason Awards : meilleur film d'horreur
- MTV Movie & TV Awards : meilleur film
- People's Choice Awards : le film dramatique de 2022
- The Queerties : meilleur film en studio
- St. Louis Film Critics Association : meilleur film d'horreur

2023
- Austin Film Critics Association : révélation de l'année pour Jenna Ortega
- Casting Society of America : nommé au Prix Zeitgeist pour Rich Delia, Lisa Mae Fincannon, Craig Fincannon, Meredith Petty Hughes et Adam Richards
- Fangoria Chainsaw Awards : meilleure performance dans un second rôle pour Jenna Ortega
- GLAAD Media Awards : film exceptionnel - large diffusion

## Éditions en vidéo
En France, le film Scream est sorti en VOD le 12 mai 2022, puis en DVD, Blu-ray et Blu-ray 4K Ultra HD le 18 mai 2022. Quant au Québec, il est sorti en VOD, DVD, Blu-ray et Blu-ray 4K Ultra HD le 5 avril 2022

## Analyse

### Lerequel: une suite qui joue sur la nostalgie
Ce cinquième film revendique clairement son envie de revenir à la source de la franchise et par conséquent de jouer sur la nostalgie de celle-ci. Non seulement dédié à Wes Craven, les scénaristes démontrent dans le récit la perpétuation de l'héritage de la saga en orchestrant la transition avec une nouvelle génération persécutée à son tour par Ghostface. Le film revendique être lui-même une suite « consciente » d'être le résultat d'une pure exploitation commerciale. À l'image de plusieurs épisodes récents à des sagas populaires comme le Star Wars, épisode VII : Le Réveil de la Force de J. J. Abrams, le scénario désigne Scream comme étant un requel, un film à la fois nostalgique et contemporain mélangeant les retours des anciens acteurs phares de la saga (Neve Campbell, Courteney Cox et David Arquette) à la venue des nouveaux jeunes acteurs,,.
Comme dit précédemment, Scream joue donc énormément sur la nostalgie liée à la franchise tandis que le scénario ne s'attarde pas en toile de fond sur les différences et changements majeurs et importants depuis la sortie de Scream 4 en 2011, soit dix ans auparavant. L’omniprésence des mondes virtuels, le mouvement-#MeToo (débutée avec la chute de Harvey Weinstein, producteur des quatre premiers Scream et dont l'actrice Rose McGowan est une des principales protagonistes) ou même les déchirements idéologiques de l’Amérique post-Trump sont des thèmes non abordés dans ce cinquième chapitre, un détail décrié par certaines critiques.

### Dénonciation d'une nouvelle ère cinématographique
Le scénario pointe du doigt la nouvelle vague de films d'horreur apparu au cours de la dernière décennie comme Mister Babadook, The Witch ou encore It Follows et Hérédité, qualifiés de « films d'horreur d'intello avec un message fort » dans le film dont les scénaristes s'affranchissent, et contourne également la nouvelle technologie contemporaine comme les smartphones, les applications de géolocalisation ainsi que les protocoles de sécurité. Le personnage de Tara révèle au tueur dans la scène d'ouverture du film que ses films d'horreur préférés sont ces films, représentants d’un cinéma d’horreur psychologique, se prenant parfois très au sérieux. Selon ses propres termes, cette jeune femme, membre de la nouvelle génération, préfère les films d'horreur à message en qualifiant de « film sur le deuil et la maternité » le long-métrage horrifique Mister Babadook. Le scénario a donc conscience que le style de film dont Scream fait partie est en déclin depuis quelques années déjà, au moins depuis 2011 et la sortie de Scream 4 qui réalisait le score le plus faible de la saga au cinéma.
Scream, comme pour tous les autres films de la franchise, porte lui aussi un discours sur le rapport de la société au spectacle. Ici, ce dernier porte sur les demandes de plus en plus pesantes des communautés de fans envers les réalisateurs des franchises en tout genre. Le mobile des tueurs du film, qui sont eux-mêmes des caricatures de fans toxiques, fait directement écho à cette tendance : n’aimant plus assez le cinéma d’horreur pour concevoir une suite digne des épisodes précédents, ils se réfugient dans le passé de la saga et le rejouent, jusque dans le décor de la maison de Stu Macher, là où se terminait le tout premier film,.
Dans Scream, le procédé du « film dans le film » est repris avec la saga Stab qui s'inspire des carnages des différents films de Wes Craven. En présentant Stab 8 comme l'unique et dernier film de la saga réalisé depuis 10 ans (considéré comme raté par les personnages), Scream dénonce une tendance hollywoodienne qui serait de rallonger les franchises cinématographiques avec des nouveaux films, manquant de plus en plus d'originalité et tombant dans le ridicule. De plus, le réalisateur de Stab 8 est annoncé être Rian Johnson, réalisateur de Star Wars, épisode VIII : Les Derniers Jedi dans la vraie vie. La vague de haine et de harcèlement sur les réseaux sociaux provoqués par ce film devient ici le motif des tueurs, permettant ainsi de critiquer directement la toxicité de certains fans qui veulent "réécrire le film".